# Olga Kholodnaya
Olga Kholodnaya (en russe : Ольга Холодная), née à Tcheboksary en Union des républiques socialistes soviétiques, est une violoniste russe, compositrice, arrangeuse et productrice.

## Biographie
Née à Tcheboksary, ex-Union Soviétique, Olga Kholodnaya commencé à étudier le violon à l'âge de cinq ans.
Quatre jours après les Attentats du 13 novembre 2015 en France Olga se produit devant le Bataclan comme un appel à la paix mondiale et un hommage à toutes les victimes de la guerre à travers le monde,,.